# بيتر كولين (رامي الرمح)
بيتر كولين (بالإنجليزية: Peter Cullen) هو رامي الرمح ‏ بريطاني، ولد في 24 أغسطس 1932 في لنكولن في المملكة المتحدة، وتوفي في أكتوبر 2010 في لوفبرا في المملكة المتحدة.

## وصلات خارجية
- بيتر كولين على موقع أوليمبيديا (الإنجليزية)
- بيتر كولين على موقع اللجنة الأولمبية البريطانية (الإنجليزية)